# ثنائي كبريتيد ثنائي الميثيل
ثنائي كبريتيد ثنائي الميثيل (اختصاراً DMDS) هو مركب عضوي للكبريت صيغته الكيميائية C2H6S2، التي يمكن كتابتها بالشكل المفصل CH3SSCH3، ويوجد على هيئة سائل عديم اللون.

## الوفرة الطبيعية
ينتشر هذا المركب في الطببعة، فهو على سبيل المثال أحد المركبات المكونة لرائحة فطر القرن النتن الشائع. كما أنه أحد منتجات تحلل الميثيونال، أحد مسببات المذاق المنفر عند فساد الحليب.
يتوفر هذا المركب على هيئة مركب ذي رائحة في عدد من المواد الغذائية مثل أنواع البصليات والملفوفيات. كما جرى الكشف عن وجوده في رائحة القهوة المحمصة. يرافق ثنائي كبريتيد ثنائي الميثيل مركبات أخرى مثل كبريتيد ثنائي الميثيل وثلاثي كبريتيد ثنائي الميثيل في تركيب الروائح الصادرة عن النبات اللاحم (الاسم العلمي: Helicodiceros) الذي يجذب الذباب.
في سنة 2025 كشف مقراب جيمس ويب الفضائي عن وجود هذا المركب في الغلاف الجوي للكوكب الخارجي K2-18b.

## الخواص
يوجد المركب في الشروط القياسية على هيئة سائل عديم اللون، يميل أحياناً للصفرة؛ وهو قابل للاشتعال وله رائحة واخزة. تبلغ قيمة عتبة كشف الرائحة لهذا المركب ما بين 7–12 جزء في البليون (ppb).